# Гари Пейтън
Гари Юджийн Пейтън (на английски: Gary Eugene Payton) e американски инженер, полковник от USAF и астронавт на НАСА, участник в един космически полет.

## Образование
Гари Пейтън завършва гимназия в родния си град през 1966 г. През 1971 г. получава бакалавърска степен по аерокосмическо инженерство от Академията на USAF, Колорадо Спрингс, Колорадо. През 1972 г. става магистър по същата специалност в университета Пардю, Индиана.

## Военна кариера
Гари Пейтън постъпва на активна служба в USAF през 1973 г. Преминава курс на обучение за пилот на реактивен самолет в авиобазата Крейг, Алабама. От 1976 до 1980 г. работи като контрольор на въздушния трафик в Кейп Канаверъл, Флорида. В кариерата си има 1080 полетни часа на самолет Т – 38.

## Служба в НАСА
Гари Пейтън е избран за астронавт от НАСА през февруари 1980 година, Група MSE-1 (1979). Участник е в един космически полет и има 73 часа в космоса.

### Полети
Гари Юджийн Пейтън лети в космоса като член на екипажа на една мисия:
| Космически полет на Гари Юджийн Пейтън                       | Космически полет на Гари Юджийн Пейтън | Космически полет на Гари Юджийн Пейтън | Космически полет на Гари Юджийн Пейтън | Космически полет на Гари Юджийн Пейтън | Космически полет на Гари Юджийн Пейтън | Космически полет на Гари Юджийн Пейтън |
| №                                                            | Дата                                   | КК                                     | Функции                                | Продължителност                        |                                        |                                        |
| ------------------------------------------------------------ | -------------------------------------- | -------------------------------------- | -------------------------------------- | -------------------------------------- | -------------------------------------- | -------------------------------------- |
| 1                                                            | 24 януари 1985                         | „Дискавъри“, мисия STS-51C             | Специалист по полезния товар           | 3 денонощия 01 час 33 мин. 23 сек.     |                                        |                                        |
| Сумарно време в космоса – 3 денонощия 01 час 33 мин. 23 сек. |                                        |                                        |                                        |                                        |                                        |                                        |